# Club Cerro Corá
Club Cerro Corá jest paragwajskim klubem piłkarskim z siedzibą w mieście Asunción w dzielnicy Campo Grande.

## Osiągnięcia
- Mistrz drugiej ligi paragwajskiej (2): 1990, 1996
- Mistrz trzeciej ligi paragwajskiej (3): 1956, 1968, 1976
- Torneo República: 1993

## Historia
Klub został założony 1 marca 1925 i gra obecnie w lidze „Primera de Ascenso” (odpowiednik trzeciej ligi). Mecze domowe rozgrywa na stadionie Estadio General Andrés Rodríguez (nazwa stadionu po byłym paragwajskim prezydencie Rodríguezie).